# Voćni trg u Splitu
Voćni trg, službeno Trg braće Radić, trg je u staroj gradskoj jezgri Splita smješten jugozapadno od Dioklecijanove palače i blizu splitske rive. U prošlosti se trg još nazivao Trg voća, i talijanski Piazza dei frutti.
Ime Voćni trg spomen je na nekadašnju tržnicu na kojoj su žene iz okolnih sela prodavale voće. Na susjednom, Marulićevom trgu (Zeleni trg, Piazza delle erbe), zapadno od Voćnoga, prodavalo se povrće. Prošlost Voćnog trga najbolje se doživljava kroz TV seriju Velo misto, gdje je bio jedno od središnjih mjesta događanja.
Na zapadnoj strani Trga je osmerokutna Mletačka kula (15. stoljeće), izgrađena u vrijeme kada su Mlečani upravljali gradom i branili ga od povremenih napadu Turaka, ali i od pobuna protiv njihove vlasti u samome gradu. Na sjevernoj strani trga barokna je palača Milesi (17. stoljeće) ispred koje je brončani spomenik Marku Maruliću. Spomenik je izradio Ivan Meštrović, a skulptura je otkrivena 26. srpnja 1925. godine.